# Haruki Yukimura
Haruki Yukimura est un photographe et réalisateur japonais de film pornographique, ainsi que maître de shibari. Né le 11 mai 1948 Nishinomiya, Préfecture de Hyōgo, Japon, il meurt le 3 mars 2016 à Tokyo.

## Style
Parmi toutes les formes que peut revêtir le shibari, Yukimira sensei est resté orienté vers une approche sensuelle, émotionnelle et sexuelle de la corde. Il a mené très loin cette orientation au point d'en faire une forme d'art. Il ne s'agit pas d'esthétique au sens visuel du terme (comme peut l'être le shibari de Kinoko Hajime), mais plutôt d'un art au sens "art vivant" comme l'est le clown ou le théâtre. La nature du lien qui unit le rigger et le partenaire reste un lien de connexion, qui doit être conservé tout au long d'une session. Pour lui, la corde matérialisait le symbole du lien entre les deux êtres dans la relation de shibari, et au-delà, dans la vie.
Son style de shibari se distingue par une relative simplicité des formes et une utilisation de la corde minimaliste. Son intérêt se portait exclusivement sur sa partenaire et la vie intérieure de cette dernière pendant les sessions de shibari.
Il ne pratiquait que très peu les suspensions totales. Les semi-suspensions étaient utilisées dans un but d'exposition des différentes parties du corps de sa partenaire, en recherchant à provoquer une exhibition, une gêne ou une humiliation. Quelle que soit la forme choisie pour le corps, l'objectif était toujours de servir les émotions de sa partenaire.

## Enseignants certifiés
Quelques personnes ont obtenus le titre d'enseignant certifié :
- Harukumo
- Ropeknight
- Steve Osada